# Soko (Bagelen)
Soko is een bestuurslaag in het regentschap Purworejo van de provincie Midden-Java, Indonesië. Soko telt 1575 inwoners (volkstelling 2010).